# Gymnodia piliceps
Gymnodia piliceps är en tvåvingeart som först beskrevs av Stein 1913.  Gymnodia piliceps ingår i släktet Gymnodia och familjen husflugor. Inga underarter finns listade i Catalogue of Life.